# Vrh (Šmarje pri Jelšah, Slovenija)
Vrh je naselje u slovenskoj Općini Šmarje pri Jelšahu. Vrh se nalazi u pokrajini Štajerskoj i statističkoj regiji Savinjskoj. 

## Stanovništvo
Prema popisu stanovništva iz 2002. godine naselje je imalo 142 stanovnika.